# Hemerobius dorsatus
Hemerobius dorsatus är en insektsart som beskrevs av Banks 1904. Hemerobius dorsatus ingår i släktet Hemerobius och familjen florsländor. Inga underarter finns listade i Catalogue of Life.